# Hemidactylus principensis
Hemidactylus principensis là một loài thằn lằn trong họ Gekkonidae. Loài này được Miller, Sellas & Drewes mô tả khoa học đầu tiên năm 2012.